# Typhulaceae
Typhulaceae is een botanische naam van een familie van schimmels. 

## Kenmerken
Basidiocarpen zijn klein, eenvoudig en typisch knotsvormig met een duidelijke steel.

## Geslachten
De familie telt in totaal vijf geslachten (peildatum maart 2023) :
- Lutypha
- Macrotyphula
- Pistillaria
- Pistillina
- Typhula